# 이치바촌 (교토부)
이치바촌(일본어: 市場村)은 일본교토부 요사군에 설치되었던 촌이다. 현재의 요사노정에 해당한다.

## 역사
- 1889년 4월 1일 - 정촌제 시행에 의해 3촌의 구역을 가지고 성립하였다.
- 1894년 10월 12일 - 오아자 이와야가 분립해, 이와야촌이 성립하였다.
- 1927년 3월 7일 - 기타탄고 지진이 발생해 촌내에서 100명이 사망하는 피해를 입었다.
- 1955년 3월 1일 - 이와야촌, 미고우치촌, 야마다촌, 이시카와촌과 합병해 노다가와정이 성립, 동일 이치바촌은 폐지되었다.

## 교통

### 철도
- 가야철도
  - 가야철도선 (1985년 폐선)